# Rhinogobius honghensis
Rhinogobius honghensis és una espècie de peix de la família dels gòbids i de l'ordre dels perciformes.

## Morfologia
- Els mascles poden assolir 4,5 cm de longitud total.[4][5]

## Hàbitat
És un peix d'aigua dolça, de clima subtropical i demersal.

## Distribució geogràfica
Es troba a Àsia: conques dels rius Nam Xam (Laos) i Sông Nhi Ha (Yunnan -la Xina- i el Vietnam).

## Observacions
És inofensiu per als humans.